# Andreas Gefeller
Andreas Gefeller (* 1970 in Düsseldorf) ist ein deutscher Fotograf.

## Leben
Andreas Gefeller studierte von 1992 bis 2000 Visuelle Kommunikation und Fotografie an der Universität Essen. Im Jahr 2000 schloss er sein Studium bei Professor Bernhard Prinz mit Auszeichnung ab. 2001 wurde er als Mitglied in die Deutsche Fotografische Akademie (DFA) berufen. Gefeller lebt und arbeitet in Düsseldorf.

## Werk
Das fotografische Werk von Andreas Gefeller umfasst unter anderem die Serien Halbwertszeiten (1996), Soma (2000), Supervisions (2002–2009), The Japan Series (2010) und Blank (seit 2010).
Anders zu sehen und die Sichtbarmachung des Unsichtbaren sind die grundlegenden Aspekte in der Fotografie Gefellers. Seine Bilder zeigen durch den menschlichen Eingriff geprägte Orte und die Spuren, die der Mensch hinterlassen hat. Mithilfe einer spezifischen technischen Verfahrensweise gelingt es ihm, bislang Verborgenes bzw. von anderen Übersehenes sichtbar zu machen. Seine Bilder eröffnen dem Betrachter neue, ungesehene Perspektiven auf vertraute Zusammenhänge. Unmögliche Blickwinkel, die die visuelle Voreinstellung übersteigen, das vermeintlich Nebensächliche jedoch in den Fokus rücken. Mit diesem Aufzeigen einer alternativen Wirklichkeit wird dem Betrachter die Erfahrung einer Erweiterung seiner Sehgewohnheiten zuteil und zugleich werden ihm die Voraussetzungen des Sehens offengelegt: die von Erwartungen geprägten Gewohnheiten der Wahrnehmung.
Gefeller täuscht in seinen Arbeiten Objektivität vor und hinterfragt damit den Anspruch des Mediums Fotografie, die Realität objektiv zu erfassen. Seine Arbeiten oszillieren zwischen Realität und Konstruktion und geben Anstoß über Begriffe wie Wahrheit und Wirklichkeit, Objektivität und Verfremdung sowie über die Beziehung zwischen Natur und Mensch und sein stetes Verlangen, das Chaos einer Ordnung zu unterwerfen, zu reflektieren.

### Halbwertszeiten
Für die Serie Halbwertszeiten bereiste Andreas Gefeller 1996, 10 Jahre nach der Reaktorkatastrophe von Tschernobyl, gemeinsam mit der Fotografin Kerstin Braun die Ukraine und fotografierte die Menschen und Landschaften in der Umgebung des havarierten Atomkraftwerks. Urbane Gebiete, Sportplätze oder einen verlassenen Vergnügungspark. Die Bilder dieser Fotoarbeit sind vorwiegend von dokumentarischem Charakter, überraschen aber bereits durch ihre trügerisch „strahlenden“ Farben. Durch sie wird die immer noch präsente Radioaktivität in der Fotografie nicht nur spürbar, sondern nahezu sichtbar.

### Soma
Menschenleere Strände, endlos lange Liegestuhlreihen, genormte Hotelbauten, gepflegte Anlagen mit kargen Grünflächen und planierten Parkplätzen, aufgenommen auf der Ferieninsel Gran Canaria, bilden den Motivkreis der Serie Soma (Fotografien eines konstruierten Paradieses) (2000).
Diese Orte, hauptsächlich bei Nacht und mit Langzeitbelichtung aufgenommen, wirken in Gefellers Fotografien merkwürdig fremd und künstlich. Leichte Aufsichten, satte Farben, eine bizarre Lichtstimmung und die Menschenferne lassen die realen Orte geradezu unecht, wie akribisch konstruierte Modelllandschaften erscheinen. Mit diesem Kulissencharakter der Bilder schafft der Fotograf eine Metapher für die offensichtliche Künstlichkeit solch typischer Ferienclubanlagen. Seine Fotografien konfrontieren mit dem generalisierenden Erscheinungsbild dieser künstlich angelegten, vermeintlich paradiesischen Welten und veranschaulichen deren gezielte, funktionale Ausrichtung auf die Freizeitgestaltung und Erholung des Cluburlaubers.
Obschon die Aufnahmen analog entstanden sind, wirken sie wie digital nachbearbeitet. Die Bilder befinden sich in einem merkwürdigen Schwebezustand zwischen Wirklichkeit und Künstlichkeit.
Die Fotoarbeit Soma wurde 2001 mit dem Reinhart-Wolf-Preis ausgezeichnet. Darüber hinaus erhielt sie Auszeichnungen im Rahmen des Europäischen Architekturfotografiepreises 2001 und des Peter Keetmann Preises für Industriefotografie 2002. Das Fotobuch Soma (2002, Hatje Cantz, Ostfildern) wurde 2001 vom Art Director’s Club für Konzept und Gestaltung ausgezeichnet.

### Supervisions
Die Serie Supervisions (2002–2009) kennzeichnen großformatige Farbaufnahmen von urban vereinnahmten Orten. Sie zeigen Aufsichten auf öffentliche Plätze und Flächen sowie vogelperspektivische Einblicke in geschlossene Räume, allesamt geprägt von den Spuren der Zivilisation. Auf den ersten Blick wirken die in nüchterner Klarheit bestechenden Fotoarbeiten wie fernsichtige Momentaufnahmen oder topografische Aufzeichnungen der Erdoberfläche und bieten einen Überblick auf vorgefundene Raumsituationen. Die von der Gesellschaft hinterlassenen Spuren regen zu Spekulationen über die Nutzung und Geschichte der verlassenen Orte an.
Gefellers Arbeiten sind allerdings viel mehr als nur dokumentarische Bestandsaufnahmen. Sie fordern die Wahrnehmung des Betrachters heraus. Bei genauerem Hinsehen werden einzelne Brüche und Haarrisse im Bild erkennbar. Tatsächlich beruht die Entstehungsweise dieser Arbeiten auf einer aufwändigen Technik. In einem zuvor festgelegten Raster schreitet Gefeller mithilfe eines an seinem Körper befestigten Stativs über das Motivfeld und fotografiert es Bild für Bild ab. Die Fläche wird mit mehreren hundert, manchmal tausenden, Einzelaufnahmen aus etwa 2 m Höhe „eingescannt“, welche der Fotograf später am Computer digital zu einem Gesamtbild zusammenfügt. Ohne die Wirklichkeit zu manipulieren, geben seine Fotoarbeiten eine Perspektive vor, die als unmögliche Sicht die Grenzen des Sehens durchbricht und eine erweiterte Wahrnehmung der Realität erfahrbar werden lässt. In sachlicher Präzision offenbaren die konstruierten Aufsichten Details und Zusammenhänge, die in dieser eigentümlichen Form nicht erkannt werden können. Geometrische Strukturen sowie fehlende Bezugs- und Orientierungspunkte verwandeln manche Ansichten in abstrakte Bildkompositionen. Im Spannungsfeld zwischen Dokumentation und Abstraktion entstehen Bilder, die dem Betrachter Vertrautes in einem neuen Licht zeigen und unterstreichen, wie sehr das Sehen eine Frage des Standpunktes und der Blickrichtung ist.
Der Titel Supervisions bezieht sich nicht ausschließlich auf den wortwörtlichen „Über-Blick“, sondern verweist in seiner Mehrdeutigkeit zudem auf die „Überwachung“ (engl. „supervision“) des Menschen in der heutigen Zeit.
Supervisions wurde 2004 mit dem Kunstpreis der Stadt Nordhorn ausgezeichnet und erhielt bei den Leadawards 2005 Gold für die beste Still-Life-Fotografie des Jahres. Der Werkkomplex wurde unter den Titeln Supervisions (2005) und Photographs (2009) als Fotobücher veröffentlicht (beide Hatje Cantz, Ostfildern).

### The Japan Series
In der Fotoarbeit The Japan Series (2010) erweitert der Fotokünstler sein Verfahren der Mehrfachaufnahmen um neue Aspekte.
Gefeller wechselt den fotografischen Blickwinkel und fotografiert nicht mehr von oben herab wie in den Supervisions Arbeiten, sondern richtet seinen Blick bei der Erkundung der fernöstlichen urbanen Lebenswelt nach oben. Dabei konzentriert er sich auf zwei Motivfelder. Die Kamera vertikal nach oben gerichtet und unmittelbar an das Objekt haltend, lichtet er typische japanische Strommasten mit oberirdisch verlegten Kabeln ab. In der anschließenden digitalen Zusammensetzung der zwei bis drei Einzelaufnahmen verschwindet der Mast in den Poles genannten Bildern. In gleicher Weise fotografiert Gefeller auch rankende Pflanzen, u. a. Trauben- und Birnengewächse japanischer Obstplantagen, deren Zweige sich um Drahtnetzkonstruktionen oder hölzerne Gitter winden. Wie bei Supervisions werden hierzu hunderte Einzelaufnahmen zu einem Geflecht aus Linien, Strukturen und Verknotungen vor der monochromen Fläche des Himmels zusammengesetzt. Diese kompositorische Reduktion lässt eine übergreifende Annäherung der Gegensätze „Technik“ und „Natur“ in der Fotografie erkennbar werden. Während die Kabel an urwüchsiges, wucherndes Dickicht erinnern, werden die landwirtschaftlich gebändigten Pflanzenzweige zu Komponenten einer menschengemachten Maschinerie, der Agrarindustrie.
Gefeller setzt auf vorhandenes Licht. Er fotografiert bei Tage vor bewölktem Himmel und nutzt in der Nacht das geringe Licht von Straßenlampen, Verkehrsampeln oder das Scheinwerferlicht vorbeifahrender Autos. Mit der Reduktion auf Linien und Flächen sind diese Fotoarbeiten deutlich formaler und struktureller geworden. Isoliert aus dem ursprünglichen urbanen Kontext lassen sich nicht nur abstrakte Bildkompositionen assoziieren. Insbesondere auf weißer Fläche muten die verzweigten Anordnungen der unzähligen Kabel oder die knöchernen Verästelungen der Pflanzen wie filigrane Zeichnungen an. Vor dem Hintergrund der japanischen Kultur erinnern die Bilder etwa an Kalligrafien. Dieser Eindruck wird zusätzlich verstärkt durch die bewusste Wahl des Pigmentdrucks auf Baumwollpapier.
Die Verdichtung der zivilisatorischen Spuren ist grundlegend für alle Arbeiten Gefellers. Sie werden zu Metaphern für die digitale Vernetzung, die weltweite Daten- und Informationsflut oder stehen allgemein für die urbane Erschließung der Natur durch moderne Technologien der Gesellschaft. So erinnern die Poles etwa an datenübertragende Netzwerke, an U-Bahnlinienpläne oder an pulsierende Verkehrsadern einer Stadt.
The Japan Series entstand 2010 im Rahmen des Projektes „European Eyes on Japan“, zu dem jährlich drei bis vier europäische Fotografen eingeladen werden, in einer der Präfekturen Japans zu arbeiten. Das Buch The Japan Series (2011, Hatje Cantz, Ostfildern) wurde beim Deutschen Fotobuchpreis 2011 mit Gold prämiert.

### Blank
Mit seinen jüngsten Fotoarbeiten der Serie Blank (seit 2010) greift Gefeller konzeptionelle und thematische Aspekte seiner älteren Projekte auf und entwickelt sie weiter.
Hat er zuvor etwa durch nächtliche Langzeitbelichtung Orte des Massentourismus in ihrer Künstlichkeit und Konstruiertheit vor Augen geführt (wie bei seiner Arbeit Soma) oder durch unmögliche Auf- und Untersichten die Sehgewohnheiten um neue Erkenntnisse bereichert (Supervisions und The Japan Series), lenkt er auch mit Blank die Aufmerksamkeit auf Dinge, die jenseits des Wahrnehmungshorizonts liegen. Paradoxerweise löst er seine Motive buchstäblich auf, um das vermeintlich Unvorhandene sichtbar zu machen. Die Ergebnisse zeigen großformatige Nachtaufnahmen von beleuchteten Großstädten, einzelnen Wolkenkratzern, Gebäudefassaden, Autobahnkreuzen, Raffinerien oder Frachtcontainern. Urbane Begebenheiten, die der Fotokünstler extrem lange belichtet, bis sie durch Überbelichtung nahezu ausgelöscht werden. Die nächtliche Dunkelheit wird in der Fotografie zur weißen Fläche, auf der sich der Bildinhalt nur noch in konturenhaften Detailresten manifestiert. Nur die dunkelsten Bereiche halten der langen Belichtung stand und liefern als einzige Rückstände auf dem Papier Hinweise auf die ursprünglichen realen Orte. Während die einst im Schein künstlicher Lichtquellen sichtbaren Dinge durch ein Zuviel an Licht in der weißen Leere des Papiers gänzlich verlöschen, offenbart das Gezeigte, was normalerweise in der Dunkelheit verborgen bliebe.
In Blank schöpft Gefeller die Möglichkeiten der Fotografie aus und stellt gleichzeitig die dokumentarischen Fähigkeiten des Mediums eindringlicher in Frage als bisher. Ausschließlich auf strukturelle Muster und zarte Farbnuancen reduziert, sind die Bilder kaum mehr als Fotografien erkennbar und scheinen die Grenze zur Zeichnung überschritten zu haben. Die Präzision der Abbildungen verdankt sich wieder digitaler Mehrfachaufnahmen.
Neben den generalisierenden Stadtansichten, die von Licht überstrahlt werden, sucht Gefeller gezielt nach geeigneten Objekten und Strukturen, die zugleich die Kommunikations- technologien und Informationswege der modernen Gesellschaft und den technologischen Fortschritt symbolisieren. Etwa gestapelte Container, die an Datenpakete erinnern, verschachtelte Rohrleitungssysteme eines Chemieparks, die den Betrachter an Computerplatinen oder Datenübertragung denken lassen, genauso wie endlose Reihungen von Fenstern, die eine codierte Nachricht zu übermitteln scheinen. Die Überladung der Gesellschaft mit Informationen und Bildern und der steigende, unreflektierte Konsum finden ihre bildliche Entsprechung in exzessiven Überbelichtungen: Der Mensch droht im grellen Licht der Zivilisation zu erblinden.
Bearbeitete Satellitenbilder von hell erleuchteten Ballungsgebieten in der Dunkelheit der Nacht bilden einen weiteren Teil der Serie. Das künstliche Licht ist Indiz für eine hochtechnologisierte Zivilisation auf der Erde und veranschaulicht den Grad ihrer übergreifenden Ausbreitung. Blank wird zum Sinnbild für eine von Schnelllebigkeit und Überfluss durchzogene moderne Welt.

## Einzelausstellungen (Auswahl)
- 1996: Halbwertszeiten, Kunsthaus Rhenania, Köln
- 2002: Soma, Galerie Hohmann, Hamburg
- 2002: Soma, Galerie Burkhard Eikelmann, Düsseldorf (mit Ralf Raßloff)
- 2003: Supervisions, Loerakker Galerie, Amsterdam
- 2004: Kunstpreis der Stadt Nordhorn, Städtische Galerie Nordhorn
- 2004: Supervisions, Thomas Rehbein Galerie, Köln
- 2005: Supervisions, BAT CampusGalerie, Bayreuth (Katalog)
- 2005: Supervisions, Loerakker Galerie, Amsterdam (mit Ron Hooghiemstra)
- 2006: Supervisions, Dubbelbee Galerie, Amsterdam
- 2007: Supervisions, Hasted Hunt Gallery, New York
- 2007: Fotografie, Kunstverein Region Heinsberg
- 2008: Supervisions – neue Arbeiten, Thomas Rehbein Galerie, Köln
- 2008: Supervisions, Kunstverein Augsburg
- 2008: Supervisions, Zern Galerie, Berlin
- 2009: Recent Works, Hasted Hunt Gallery, New York
- 2009: Photographs, Stadtgalerie Saarbrücken, Saarbrücken
- 2010: Münchner Stadtmuseum, Sammlung Fotografie („Forum 019“), München
- 2010: Landesgalerie Linz
- 2011: Kunsthalle Erfurt, Erfurt (gemeinsamer Katalog)
- 2010: The Japan Series, Thomas Rehbein Galerie, Köln
- 2011: Hasted Kraeutler Gallery, New York (gemeinsamer Katalog)
- 2012: Blank, Thomas Rehbein Galerie, Köln
- 2014: Supervisions and Beyond, Baton Gallery, Seoul, Südkorea
- 2014: Fotografien 2000–2014, Palais für aktuelle Kunst, Glückstadt
- 2015: Dear Future Me, Rehbein Galerie, Brüssel
- 2015: Blank Close Ups, Thomas Rehbein Galerie, Köln
- 2016: Sipgate, Düsseldorf
- 2017: Blank, Sous les Étoiles Gallery, New York
- 2017: Wouter van Leeuwen Gallery, Amsterdam
- 2018: The Backside of Light, Thomas Rehbein Galerie, Köln, dann Brüssel
- 2020: Mapping Perception, Atlas Gallery, London (Clouds)
- 2020/21: Thomas Rehbein Galerie, Köln; neue Arbeiten (Clouds)
- 2021: Fotoarbeiten, Städtische Galerie Neunkirchen
- 2021: Untitled (Rhein), „neues Hauptquartier einer internationalen Bank“, Düsseldorf; knapp 3-stündiger Filmloop als permanente Bodeninstallation
- 2023: Out of Sight. Andreas Gefeller. Fotografien, NRW-Forum Düsseldorf
- 2023: Dies ist kein Baum, Thomas Rehbein Galerie, Köln; Arbeiten von 2003–heute
- 2025: Energie - Andreas Gefeller und Beate Gütschow, Räume für Fotografie, Siza-Pavillon, Raketenstation Hombroich

## Gruppenausstellungen (Auswahl)
- 1996: Reinhart-Wolf-Preis 1996, Museum für Kunst und Gewerbe Hamburg
- 1996: Bilderbad, Fototage Herten
- 1997: Reinhart-Wolf-Preis 1997, Museum für Kunst und Gewerbe Hamburg
- 1998: Reinhart-Wolf-Preis 1998, Museum für Kunst und Gewerbe Hamburg
- 1999: Architektur im Kontext, Europäischer Architekturfotopreis 1999, Bundeskunsthalle, Bonn (db Sonderheft)
- 2000: Visionen in der Architektur, Europäischer Architekturfotopreis 2001, Photography now, Berlin
- 2000: Reinhart-Wolf-Preis 2001, Museum für Kunst und Gewerbe Hamburg
- 2002: Industriefotografie, Museum der Arbeit, Hamburg (Katalog)
- 2002: Andreas Gefeller und Ralf Raßloff, Fachakademie für Fotodesign, München
- 2003: Umbo Photopreis, Städtische Galerie Lippstadt
- 2003: Große Kunstausstellung NRW, Museum Kunstpalast, Düsseldorf
- 2003: Urbane Räume, Europäischer Architekturfotopreis 2003, Stadtmuseum Oldenburg
- 2003: Noorderlicht Photofestival, Groningen, Netherlands
- 2003: Fotosommer Stuttgart
- 2003: Die Verheißung des Individuellen, Städtische Galerie, Leinfelden
- 2003: Urbane Räume, Europäischer Architekturfotopreis 2003, Bundeskunsthalle, Bonn
- 2004: Gezähmte Natur, Brandenburgische Kunstsammlungen Cottbus
- 2004: Encontros da Imagem, Braga Photofestival, Portugal
- 2004: Biennale Images Vevey, Schweiz
- 2004: Urbane Räume, Europäischer Architekturfotopreis 2003, Goethe-Institut, Budapest
- 2004: Umbo Photopreis, Atelierschiff, Frankfurt am Main
- 2004: Biennale de Liège, Espace d´Art Contemporain, Lüttich
- 2005: LeadAward, Deichtorhallen, Hamburg
- 2005: les grands spectacles, Museum der Moderne Salzburg
- 2005: ev+a, Limerick City Gallery of Art, Limerick, Ireland
- 2005: Constructed Moment, ’s-Hertogenbosch, Netherlands
- 2005: Hidden Sites / Verborgen terreinen. Een fotografische ontdekkingstocht, Noorderlicht Photofestival, Groningen (Katalog)
- 2006: Spectacular City, Netherlands Architecture Institute, Rotterdam
- 2006: On the Road – Unterwegs, Galerie Herrmann & Wagner, Berlin
- 2006: Homestories, Galerie Münsterland, Emsdetten
- 2006: Prix du Festival Voies Off, Rencontres d’Arles, France
- 2006: Room with a View, Kunstmuseum Den Haag
- 2006: Perceptions of Everyday Life, Veletržní palác, Prag
- 2006: Tschernobyl. Eine Katastrophe und ihre Auswirkungen, Willy-Brandt-Haus, Berlin
- 2007: Unter Sternen, Museum Franz Gertsch, Burgdorf, Schweiz
- 2007: Spectacular City. Architektur / Fotografie, NRW-Forum Düsseldorf
- 2007: Made in Germany, Sprengel Museum, Kestner-Gesellschaft (Katalog)
- 2008: Real Photography Award, Amsterdam
- 2008: Chisel – New York Photography Festival
- 2008: Angelandet. Die Sammlung im neuen Haus, Kunstmuseum Diesel Kraftwerk Cottbus
- 2008: Wert-Schätzung, Sammlung Sander, Berlin
- 2008: Human/Nature, Nelson-Atkins Museum of Art, Kansas City
- 2008: Rethinking Landscape, Taubman Museum of Art, Virginia
- 2008: Quest, Zern Galerie, Berlin
- 2009: Nature and Nation, Museum on the Seam, Jerusalem, Israel
- 2009: Ferne Nähe / Remote Proximity. „Natur“ in der Kunst der Gegenwart, Kunstmuseum Bonn
- 2009: Now New: New Works New Space, Proje4L/Elgiz Museum of Contemporary Art Istanbul
- 2009: Veto – Zeitgenössische Positionen in der deutschen Fotografie, Haus der Photographie, Deichtorhallen, Hamburg (Katalog)
- 2009: Realtà Manipolate / Manipulating Reality, Centro di Cultura Contemporanea Strozzina (CCCS), Palazzo Strozzi, Florence
- 2009: Pittoresk – Neue Perspektiven auf das Landschaftsbild, Marta Herford, Herford
- 2010: Who want to use my windows?, Galerie Paolo Maria Deanesi, Rovereto
- 2010: Landschaft ohne Horizont – Landscape Without Horizon. Nah und Fern in der zeitgenössischen Fotografie, Museum Schloss Moyland (Katalog)
- 2010: European Eyes on Japan / Japan Today vol. 12, Antrepo N5, Istanbul
- 2011: Prefectural Museum, Tottori, Japan
- 2011: Stiftungspreis für Fotokunst 2010 (Fotopreis der Alison und Peter Klein Stiftung), Kunstwerk Sammlung Klein, Eberdingen – Nussdorf
- 2011: A to Z. Great Photographs from the Norton Collection, Norton Museum of Art, West Palm Beach, Florida
- 2011: Size Matters: Large Scale European Photography, art:sensus, London
- 2011: Für Hund und Katz ist auch noch Platz, Art Foyer DZ Bank, Frankfurt a. M.
- 2011: Spektrale 2011, Rheingoldhalle Mainz
- 2011: Metropolis – City Life in the Urban Age, Noorderlicht Photofestival, Groningen
- 2011: Seoul Photography Festival 2011, Seoul, Südkorea
- 2012: Visual Leader 2012, LeadAwards, Deichtorhallen, Hamburg
- 2012: Dark Sights, DZ Bank Kunstsammlung, Frankfurt a. M.
- 2012: Obsessions, La Filature, Mülhausen
- 2012: Out of Focus. Photography, Saatchi Gallery, London
- 2012: Wasserstandsmeldung, Neupräsentation der Sammlung, 20 Jahre Kunstmuseum Bonn
- 2012: Scape, Hasted Kraeutler, New York
- 2012: Points of View. Orte der Fotografie, Kunstverein Hildesheim (in Kooperation mit Roemer- und Pelizaeus-Museum Hildesheim)
- 2013: Light Sensitive, Nasher Museum of Art, Durham, US
- 2013: Metropolis: Reflections on the Modern City, Birmingham Museum, Alabama, US
- 2013: Un'idea di bellezza / An Idea of Beauty, Centro di Cultura Contemporanea Strozzina (CCCS), Palazzo Strozzi, Florenz (Katalog)
- 2013: Vue d’en haut, Centre Pompidou-Metz
- 2015: Photo Beijing 2015, China-Millennium-Monument, Peking, China
- 2016: Momente der Auflösung. Fotografische Werke von Andreas Gefeller, Fabian Marti, Taiyo Onorato & Nico Krebs, Marta Herford (mit 45 Werken Gefellers von 2000–2016)
- 2017: Beyond the Sphere of Reproduction, Whitebox Art Center, Peking
- 2019: Civilization: The Way We Live Now, Ullens Center for Contemporary Art, Peking
- 2020: Still Light, Clervaux Cité de l’Image, Echappée Belle, Clerf; mit François Fontaine, Mona Kuhn und Anna Lehmann-Brauns
- 2022: Up in the Air / Welt in der Schwebe, Kunstmuseum Bonn (Katalog)
- 2025: Civilization - Wie wir heute Leben, Kunsthalle München

## Auszeichnungen
- 2001: Reinhart-Wolf-Preis 2001, Hamburg
- 2002: Peter-Keetmann-Preis 2002, Hamburg
- 2003: Europäischer Architekturfotopreis 2003, Bonn
- 2003: KunstRai Prize 2003, Amsterdam: Nominierung
- 2003: Umbo Fotopreis 2003, Lippstadt: Nominierung
- 2004: Phase One Prize, Biennale Images Vevey
- 2004: Kunstpreis der Stadt Nordhorn, Nordhorn
- 2005: LeadAward, Hamburg
- 2007: Real Photography Award, Amsterdam: Nominierung
- 2010: European Eyes on Japan, EU-Japan Fest: Stipendium
- 2011: Deutscher Fotobuchpreis 2012: Gold für The Japan Series
- 2012: LeadAward, Hamburg

## Sammlungen (Auswahl)
- The New Art Gallery, Walsall, UK
- Saatchi Gallery, London, GB
- Taubman Museum of Art, Roanoke, Virginia, US
- Städtische Galerie Nordhorn
- Norton Museum, West Palm Beach
- Noorderlicht Photography Foundation, Groningen, NL
- Nelson-Atkins Museum of Art, Kansas City, US
- National Gallery of Canada, Ottawa, Ontario, CA
- Museum Franz Gertsch, Burgdorf, CH
- Milwaukee Art Museum, Milwaukee, US
- Elgiz Collection, Istanbul, TR
- ev+a, Limerick, IE
- DZ Bank Sammlung, Frankfurt a. M.
- Sammlung Deutsche Bank, Frankfurt a. M.
- British American Tobacco Collection, London, GB
- Brandenburgische Kunstsammlungen Cottbus
- Kunstmuseum Bonn

## Veröffentlichungen
- Soma. Fotografien eines konstruierten Paradieses, Hatje Cantz, Ostfildern-Ruit 2002, ISBN 3-7757-1253-4.
- Supervisions, hrsg. von Roland Nachtigäller, Städtische Galerie Nordhorn, Hatje Cantz, Ostfildern-Ruit 2005, ISBN 3-7757-1592-4.
- Andreas Gefeller, CampusGalerie Bayreuth der British American Tobacco (Germany), 2005.
- Photographs, Hatje Cantz, Ostfildern 2009, ISBN 978-3-7757-2446-3.
- The Japan Series, Hatje Cantz, Ostfildern 2011, ISBN 978-3-7757-2994-9.
- Blank, Hatje Cantz, Ostfildern 2016, ISBN 978-3-7757-4116-3. Text von David Campany.
- Fotoarbeiten, Städtische Galerie Neuenkirchen, 2021.
- Andreas Gefeller: Works 2023–1996, Hatje Cantz, Ostfildern, 2023, ISBN 978-3-7757-5464-4.